# Колібрі-крихітка
Колі́брі-кри́хітка (Selasphorus) — рід серпокрильцеподібних птахів родини колібрієвих (Trochilidae). Представники цього роду мешкають в Північній Америці.

## Види
Виділяють дев'ять видів:
- Каліопа (Selasphorus calliope)
- Колібрі-крихітка вогнистий (Selasphorus rufus)
- Колібрі-крихітка каліфорнійський (Selasphorus sasin)
- Колібрі-крихітка широкохвостий (Selasphorus platycercus)
- Колібрі-ельф мексиканський (Selasphorus heloisa)
- Колібрі-ельф гватемальський (Selasphorus ellioti)
- Колібрі-крихітка пурпуровогорлий (Selasphorus flammula)
- Колібрі-крихітка іскристий (Selasphorus scintilla)
- Колібрі-крихітка вогнистогорлий (Selasphorus ardens)

За результатами молекулярно-філогенетичних досліджень 2014 і 2017 років три види, яких раніше відносили до родів Каліопа (Stellula) і Колібрі-ельф (Atthis), були переведені до роду Колібрі-крихітка (Selasphorus).

## Етимологія
Наукова назва роду Selasphorus походить від сполучення слів дав.-гр. σελας — світло, вогонь, полум'я і φορος — той, хто носить.